# Hylaeus bipunctatus
Hylaeus bipunctatus är en biart som först beskrevs av Fabricius 1798.  Hylaeus bipunctatus ingår i släktet citronbin, och familjen korttungebin. Inga underarter finns listade i Catalogue of Life.